# Milada Blatná
Milada Blatná (* 16. ledna 1962 Zlín) je česká personalistka, pedagožka a politička, od listopadu 2014 starostka Městské části Brno-Komín (v zastupitelstvu zasedá od roku 2006), členka Strany zelených.

## Život
Absolvovala střední knihovnickou školu, později vystudovala Ekonomickou fakultu Mendelovy zemědělské a lesnické univerzity v Brně (získala titul Bc.). Studium si ještě doplnila oborem sociální pedagogika na Institutu mezioborových studií Univerzity Tomáše Bati ve Zlíně (promovala v roce 2011 a získala titul Mgr.).
Po maturitě pracovala jako knihovnice. Po roce 1990 začala spolupracovat s nakladatelstvím Host, zabývala se především knižním velkoobchodem. Od roku 1992 byla zaměstnankyní České spořitelny, nejdříve na pozici marketingového pracovníka a později na pozici lektora a metodika pro retail ve spořitelní akademii. Po zrušení akademie byla necelý rok asistentkou v augustiniánském klášteře na Starém Brně.
Od roku 2003 pracovala jako personalistka na Střední škole informatiky, poštovnictví a finančnictví v Brně-Komíně, na škole také čtyři roky učila. Ve škole se rovněž angažovala tak, že začala s realizací mezigeneračního komunitního vzdělávacího projektu pro seniory s názvem Informovaný senior (cílem je, aby škola fungovala jako místo, kde se budou potkávat mladí lidé a senioři a budou si vzájemně pomáhat). Je dlouhodobou členkou Regionálního sdružení personalistů.
Milada Blatná je vdaná a má dvě dcery. Žije v Brně, konkrétně v městské části Komín.

## Politické působení
Občansky a politicky aktivní se stala po zastavění okolí Farské zahrady v Brně-Komíně (místní zastupitelstvo porušilo slib, že na nezastavěné ploše vznikne parčík). V roce 2003 se tak stala členkou Strany zelených (SZ) a spoluzaložila základní organizaci strany v Brně-Komíně, kterou od té doby trvale vede.[zdroj?]
V komunálních volbách v roce 2006 vedla kandidátku Strany zelených do Zastupitelstva Městské části Brno-Komín a byla zvolena. Navíc v letech 2006 až 2010 působila jako neuvolněná radní pro školství. Ve volbách v roce 2010 mandát zastupitelky obhájila, když jako členka SZ vedla kandidátku subjektu Zelená pro Komín (tj. SZ a nezávislí kandidáti), byla však opoziční zastupitelkou. Po třetí se zastupitelkou městské části stala ve volbách v roce 2014, kdy opět vedla kandidátku subjektu Zelená pro Komín. Protože toto uskupení volby vyhrálo (25,95 % hlasů a 5 mandátů) a uzavřelo koalici s hnutím ANO 2011 a KDU-ČSL, byla dne 5. listopadu 2014 zvolena starostkou Městské části Brno-Komín.
Kandidovala také do Zastupitelstva města Brna, ale ve volbách v letech 2006, 2010 a 2014 ani jednou neuspěla. Podobně dopadly i její kandidatury do Zastupitelstva Jihomoravského kraje, v roce 2004 jako členka SZ za subjekt Zelená pro Moravu a v roce 2008 na samostatné kandidátce SZ. Neuspěla ani ve volbách do Poslanecké sněmovny PČR v roce 2010 a v roce 2013 (v obou případech kandidovala v Jihomoravském kraji).
V komunálních volbách v roce 2018 znovu kandidovala za Zelené do Zastupitelstva města Brna (na 5. místě kandidátky), ale neuspěla. Nicméně byla opět zvolena zastupitelkou městské části Brno-Komín, když z pozice členky Zelených vedla kandidátku subjektu „Zelená pro Komín“ (tj. Zelení a nezávislí kandidáti). V polovině listopadu 2018 se stala již po druhé starostkou městské části Brno-Komín.
V komunálních volbách v roce 2022 kandidovala z pozice členky Zelených za uskupení „ Zelení a Žít Brno s podporou Idealistů“ do Zastupitelstva města Brna, ale neuspěla. Zároveň byla z pozice členky Zelených i lídryní kandidátky „Zelená pro Komín“ do Zastupitelstva městské části Brno-Komín, v tomto případě byla zvolena. V polovině října 2022 se stala již po třetí starostkou městské části Brno-Komín.